# Пам'ятник Дмитру Менделєєву (Сіверськодонецьк)
Па́м'ятник Дмитру́ Менделє́єву — погруддя-пам'ятник російському хіміку Дмитру Менделєєву у місті Сіверськодонецьк Луганської області.
Розташований біля ІІ прохідної ВАТ «Азот» на вулиці Пивоварова.
Пам'ятник Менделєєву для Сіверськодонецька було виготовлено на Митищинському заводі художнього лиття й встановлено в 1957 році.

## Опис
Бронзове погруддя Дмитра Менделєєва встановлений на гранітному постаменті з написом: «Д. И. Менделеев 1834—1907».
Навколо пам'ятника — квітник.